# Kojama Tomojosi
Kojama Tomojosi, nyugaton Tomoyoshi Koyama (Szagamihara, 1983. március 19. –) japán motorversenyző, jelenleg a MotoGP 125 köbcentiméteres géposztályában versenyez.
Egészen 2005-ig szabadkártyásként versenyzett, ekkor kapta meg első, egész szezonra szóló szerződését. 2003-ban két negyedliteres versenyen is elindult, ezektől eltekintve viszont csak 125-ös versenyeken szerepelt. Első szezonjában rögtön dobogóra is állhatott, összesen két alkalommal. Legjobb idénye 2007-ben volt, ekkor egy győzelmet, valamint további hat dobogós helyezést is szerzett. Az év végén harmadik lett összetettben. 2008-ban is a KTM-nél versenyzett, azonban ez az év nem sikerült jól számára, csapaton belül már a fiatal Marc Márquez is jobbnak bizonyult nála. 2009-ben a kiscsapatnak számító Loncinnál versenyez, és csapattársával, Alexis Masbouval legtöbbször a pontszerzésért harcol.

## Statisztika
| Év       | Géposztály | Motor    | Versenyek | Győzelem | Dobogó | Pole | Pont | Poz. |
| -------- | ---------- | -------- | --------- | -------- | ------ | ---- | ---- | ---- |
| 2000     | 125 cm³    | Yamaha   | 1         | 0        | 0      | 0    | -    | -    |
| 2003     | 250 cm³    | Yamaha   | 2         | 0        | 0      | 0    | 0    | -    |
| 2004     | 125 cm³    | Yamaha   | 2         | 0        | 0      | 0    | 7    | 27.  |
| 2005     | 125 cm³    | Honda    | 16        | 0        | 2      | 0    | 119  | 8.   |
| 2006     | 125 cm³    | Malaguti | 13        | 0        | 0      | 0    | 49   | 15.  |
| 2007     | 125 cm³    | KTM      | 17        | 1        | 6      | 0    | 193  | 3.   |
| 2008     | 125 cm³    | KTM      | 16        | 0        | 0      | 0    | 41   | 17.  |
| 2009     | 125 cm³    | Loncin   | 16        | 0        | 0      | 0    | 17   | 24.  |
| 2010     | 125 cm³    | Aprilia  | 17        | 0        | 1      | 0    | 127  | 8.   |
| Összesen |            |          | 100       | 1        | 9      | 0    | 553  |      |

## Külső hivatkozások
- Hivatalos weboldal Archiválva 2009. szeptember 23-i dátummal a Wayback Machine-ben (japánul)